# Gabriel Tomassini
Gabriel Tomassini (Vila, Provincia de Santa Fe, Argentina; 8 de enero de 1985) es un futbolista argentino. Juega de marcador central y su primer equipo fue Atlético Rafaela. Actualmente milita en Argentino de Merlo de la Primera B.

## Trayectoria
Surgido de las inferiores de Atlético de Rafaela debutó en la primera en 2004. 
En 2006 ficha por El Porvenir. 
En 2007 ficha por Guillermo Brown de Puerto Madryn para disputar el Torneo Argentino A obteniendo el campeonato clausura de dicho torneo. 
En la segunda mitad de 2007, ficha por Gimnasia y Esgrima de Mendoza donde sigue compitiendo en el Torneo Argentino A. 
En 2008 ficha por Sportivo Belgrano de San Francisco para jugar en el Torneo Argentino B y con el cual logra ascender al Torneo Argentino A tras ganar una de las promociones de ascenso.
A mediados de 2009 ficha por Crucero del Norte y juega hasta 2010, año en cual ficha por Mineros de Guayana de Venezuela.
En 2011 regresa a la Argentina volviendo a Atlético de Rafaela y tras no ser tenido muy en cuenta ficha nuevamente por Crucero del Norte para jugar en el Torneo Argentino A y con el cual logra ascender en 2012 a la Primera B Nacional tras ganar la promoción de ascenso.

## Clubes
| Club                         | País      | Año             |
| ---------------------------- | --------- | --------------- |
| Atlético de Rafaela          | Argentina | 2004-2006       |
| El Porvenir                  | Argentina | 2006            |
| Brown de Puerto Madryn       | Argentina | 2007            |
| Gimnasia y Esgrima (Mendoza) | Argentina | 2007-2008       |
| Sportivo Belgrano            | Argentina | 2008-2009       |
| Crucero del Norte            | Argentina | 2009-2010       |
| Mineros de Guayana           | Venezuela | 2010            |
| Atlético Rafaela             | Argentina | 2011            |
| Crucero del Norte            | Argentina | 2011-2015       |
| Los Andes                    | Argentina | 2016-2017       |
| Mitre de Santiago del Estero | Argentina | 2017-2018       |
| Sportivo Belgrano            | Argentina | 2018-2019       |
| Tristán Suárez               | Argentina | 2020 - 2022     |
| Argentino de Merlo           | Argentina | 2023 - Presente |

## Palmarés

### Campeonatos nacionales
| Título                   | Club                   | País      | Año  |
| ------------------------ | ---------------------- | --------- | ---- |
| Torneo Argentino A (Cl.) | Brown de Puerto Madryn | Argentina | 2007 |
| Primera B Nacional       | Atlético Rafaela       | Argentina | 2011 |

### Logros deportivos
| Título                        | Club              | País      | Año  |
| ----------------------------- | ----------------- | --------- | ---- |
| Ascenso al Torneo Argentino A | Sportivo Belgrano | Argentina | 2009 |
| Ascenso a Primera Nacional    | Crucero del Norte | Argentina | 2012 |
| Ascenso a Primera División    | Crucero del Norte | Argentina | 2014 |
| Ascenso a Primera Nacional    | Tristán Suárez    | Argentina | 2020 |